# Serapicamptis andaluciana
Serapicamptis andaluciana är en orkidéart som först beskrevs av Brigitte Baumann och Helmut Baumann, och fick sitt nu gällande namn av H.Kretzschmar, Eccarius. Serapicamptis andaluciana ingår i släktet Serapicamptis och familjen orkidéer.
Artens utbredningsområde är Spanien. Inga underarter finns listade i Catalogue of Life.